# 거세미나방

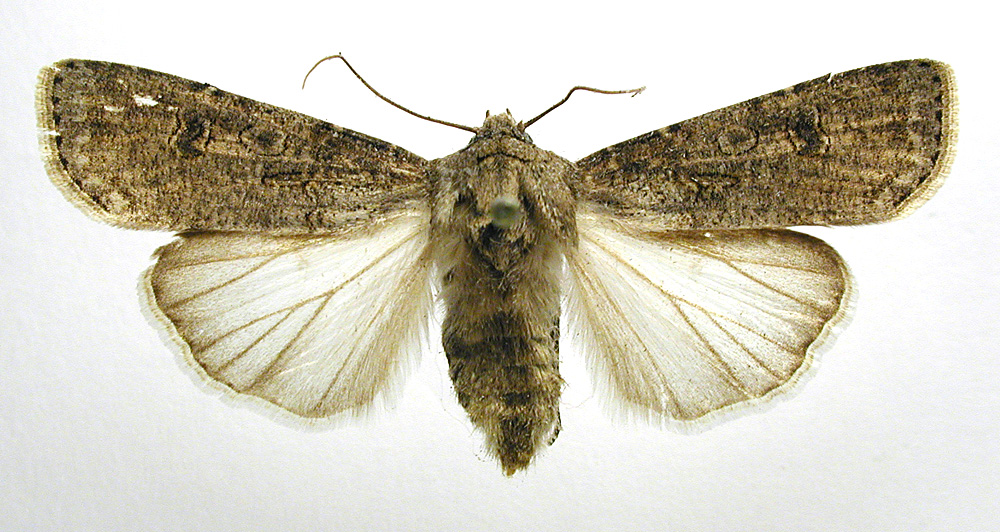

거세미나방은 나비목 밤나방과의 곤충이다. 몸색깔은 회갈색이며 사마귀 모양 털받침은 흑갈색이다. 날개의 길이는 32~42mm이다. 거세미나방은 애벌레로 겨울을 난다.

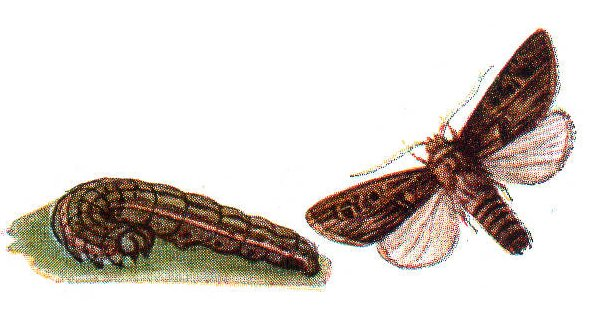

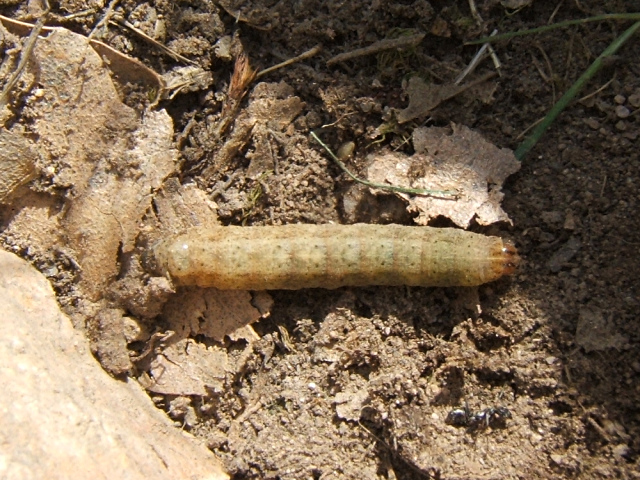
거세미나방 애벌레